# Нелинейна оптика
Нелинейна оптика (НЛО) е раздел от оптиката, който изследва явленията при разпространение на светлината в нелинейна среда. В такава среда диелектричната поляризация P не е линейна функция на електричното поле E на светлината. С други думи, атомните осцилатори не реагират линейно на падащите светлинни вълни. Обикновено такава нелинейност се наблюдава при много висок интензитет на светлината, например при лазерите.
В нелинейната оптика се изследват и използват многофотонни процеси, преобразуване на честотата на светлината, принудено предизвикани процеси като комбинационно разсейване на светлината и разсейване на Манделщам – Брилюен, самофокусиране, обръщане на вълновия фронт и др. Създадените въз основа на нелинейната оптика параметрични генератори (с пренастройване на честотата), оптични модулатори, оптични изправители и др. намират приложение в телекомуникациите и фотониката, обработката на информация, спектроскопията и оптичните схеми за изчислителната техника.
Научните изследвания в областта започват след откриването на генерацията на втора хармонична през 1961 под ръководството на Питър Франкън в Университета в Мичиган. Теоретичните основи на много нелинейни процеси са разгледани от Николас Блумберген в монографията „Nonlinear Optics“.

## Определение за нелинейност
При разпространение на мощна светлинна вълна през дадена среда диелектричната проницаемост {\displaystyle \varepsilon _{r}} и диелектричната възприемчивост {\displaystyle \chi _{e}\ } свързани чрез
{\displaystyle \chi _{e}\ =\varepsilon _{r}-1}
вече не могат да бъдат разглеждани като константи на средата, а стават функция на големината на електромагнитното
поле. Тогава поляризацията P на средата (която при такива силни електромагнитни полета се нарича нелинейна среда) придобива вида:
{\displaystyle {\mathbf {P} }=\varepsilon _{0}\chi _{e}({\mathbf {E} }){\mathbf {E} }},
където {\displaystyle \,\varepsilon _{0}} е диелектричната проницаемост на вакуума.
За описанието и класификацията на нелинейните процеси е удобно горният израз да бъде преписан във вид на ред по степените на големината на електричното поле:
{\displaystyle {\mathbf {P} }=\varepsilon _{0}(\chi ^{(1)}{\mathbf {E} }+\chi ^{(2)}{\mathbf {E} }{\mathbf {E} }+\chi ^{(3)}{\mathbf {E} }{\mathbf {E} }{\mathbf {E} }+\chi ^{(4)}{\mathbf {E} }{\mathbf {E} }{\mathbf {E} }{\mathbf {E} }+\cdots }),
където {\displaystyle {\chi ^{(2)},\chi ^{(3)},\chi ^{(4)}\cdots }} са нови константи на средата наричани нелинейни възприемчивости или нелинейности от втори, трети, четвърти ред, съответно. Диелектричната възприемчивост {\displaystyle \chi ^{(1)}=\chi _{e}\ } е тензор от втори ранг, а {\displaystyle {\chi ^{(2)},\chi ^{(3)},\chi ^{(4)}\ }} са тензори от трети, четвърти, пети ранг, съответно.
Множеството оптични явления, които са предмет на нелинейната оптика, най-общо могат да се групират според степента на израза за зависимостта на P от големината на електричното поле E.
- квадратични нелинейни оптични ефекти, на базата на {\displaystyle {\chi ^{(2)}\ }} нелинейности. Тези ефекти могат да се наблюдават в среди без център на инверсия;
- кубични нелинейни оптични ефекти, на базата на {\displaystyle {\chi ^{(3)}\ }} нелинейности. Тези ефекти могат да се наблюдават във всички среди, както с център, така и без център на инверсия;
- нелинейни оптични ефекти от по-висок порядък на базата на {\displaystyle {\chi ^{(n)}\ }} (n> 3) нелинейности.

## Квадратични нелинейни оптични явления
- Генерация на втора хармонична (ГВХ), или удвояване на честотата, генерация на светлина с удвоена честота (половин дължина на вълната);
- Генерация на сумарна честота (ГСЧ), генерация на светлина с честота, която е сума от две други честоти (ГВХ е частен случай на ГСЧ);
- Генерация на разликова честота (ГРЧ), генерация на светлина с честота, която е разликата от две други честоти;
- Оптичен параметричен усилвател, усилване на входен сигнал в присъствието на по-високочестотна напомпваща вълна, като в същото време се генерира допълнителна вълна с честота равна на разликата на честотите на напомпването и сигналната вълна (може да се приеме като ГРЧ);
- Оптичен параметричен осцилатор, генерация на сигнална и допълнителна вълна използвайки параметричен усилвател в резонатор (само с напомпване – без сигнална вълна на входа);
- Параметрична генерация, като параметричната осцилация, но без резонатор, вместо това се използва много високо усилване;
- Оптично изправяне, генерация на постоянно електрично поле или на електрично поле с ниски честоти при облъчване на прозрачни среди с мощно лазерно лъчение;

## Кубични нелинейни оптични явления
- Генерация на трета хармонична (ГТХ), генерация на светлина с утроена честота (една трета от дължината на вълната). Наблюдава се в единична среда чрез директно утрояване на честотата на база на кубичната нелинейност на средата. За получаване на по-голяма ефективност се осъществява в среди с квадратична нелинейност на две стъпки: ГВХ следвана от ГСЧ на основната вълна и генерираната вече вълна с удвоена честота;
- Спонтанно параметрично преобразуване, усилване на флуктуациите на вакуума в режим на слабо усилване;
- Четиривълново смесване (ЧВС), използва се за преобразуване на честоти в среди с център на инверсия, например газообразни среди;
- Фазова само модулация (SPM), {\displaystyle {\chi ^{(3)}\ }} ефект;
- Само-фокусировка {\displaystyle {\chi ^{(3)}\ }} процес силно свързан с фазовата само модулация;
- Индуцирана фазова модулация (XPM) {\displaystyle {\chi ^{(3)}\ }} ефект;
- Оптически ефект на Кер, индуцирана промяна на коефициента на пречупване от мощно светлинно поле;
- Керовска синхронизация на модовете (KML), метод за синхронизация на модовете на базата на ефекта на само-модулация. Използва се при лазерите, генериращи в пикосекундния и фемтосекундния времеви диапазон;
- Обръщане на вълновия фронт (ОВФ) {\displaystyle {\chi ^{(3)}\ }} процес при който се светлинната вълна преобразува вълновия си фронт в комплексно спрегнат. Например, вдлъбнат фазов фронт вследствие на този кубичен процес става изпъкнал или обратното.
- Двуфотонно поглъщане, ефект при който вследствие на едновременното поглъщане на два фотона атомите, молекулите, средите могат да преминат в по-високо енергетично състояние;
- Генерация на перпендикулярно-поляризирана вълна, {\displaystyle {\chi ^{(3)}\ }} ефект, наблюдаван в кубични кристали, като например BaF2;

## Често използвани материали за ГВХ
- 806 nm : литиев йодат (LiIO3)
- 860 nm : калиев ниобат (KNbO3)
- 980 nm : KNbO3
- 1064 nm : монокалиев фосфат (KH2PO4, KDP), литиев триборат (LBO) и β-бариев борат (BBO).
- 1300 nm : GaSe
- 1319 nm : KNbO3, BBO, KDP, калиев титанил фосфат (KTP), литиев ниобат (LiNbO3), LiIO3 и амониев дихидрофосфат (ADP)